# 法西斯主义受害者广场
法西斯主义受害者广场  是萨格勒布市中心的一个方形广场。 它是1923年城市规划的一部分，位于Draškovića街以东展览场地的旧址，作为在20世纪20年代和30年代该市系统建造的东部新区的新中心。
四条街道直接通向广场的中心;西北方向的Rački街，东南方的Višeslavova街，东边的Zvonimirova街，以及东北方的Dukljaninova街。
1935年建成的电车线路经过广场，1路、6路和11路电车在其南侧停靠。露天市场每天清晨至中午举行，每周日在广场举行古董展。

## 名称
作为萨格勒布最显眼的广场之一，它的名字经常根据当时的政治环境而改变：
- x-1927年：N广场（Trg N）
- 1927-1941年：解放者彼得一世广场（Trg Petra I. osloboditelja）
- 1941-1942年：第三广场（Trg III ）
- 1942-1946年:古林宾广场（Trg bana Kulina）
- 1946-1990年：法西斯主义受害者广场
- 1990-2000年：克罗地亚贵族广场（Trg hrvatskih velikana ）
- 2001-至今：法西斯主义受害者广场

广场的四周是四座商住楼。在广场的中心是绿色区域，有一座圆形建筑物，名为梅斯特罗维奇亭，周围设有柱廊和低矮的圆顶。亭子建于1938年，由伊万·梅斯特罗维奇设计。1941年，该建筑被改建为清真寺。三座叫拜楼和喷泉由建筑师斯捷潘·普兰奇设计竖立在亭子的入口处。1948年拆除了叫拜楼，并于1949年将该建筑物改建为克罗地亚革命博物馆（在第二次世界大战中）。在1990年代初期，该建筑归还克罗地亚视觉艺术家协会，并于2003年恢复到原来的状态。
广场的北侧是1922年由建筑师Viktor Kovačić建造的商住楼，而广场的整个南侧是克罗地亚科学和艺术院的大型五层住宅楼，由建筑师Edo Šen和Milovan Kovačević建于1933年。今天，它被用作伊万·梅斯特罗维奇学生宿舍，目前关闭，正在进行翻新工程。